# Австралийская шилоклювка
Австралийская шилоклювка (лат. Recurvirostra novaehollandiae) — вид птиц из семейства шилоклювковых. Подвидов не выделяют.

## Распространение
Эндемики Австралии.

## Описание
Длина тела 40-48 см; вес 270—390 г. Голова и большая часть шеи темно-каштановые, резко отграниченные от белого тела. Имеются белые кольца вокруг глаз; пара параллельных черноватых полос по бокам спины, обширные черноватые участки на верхней части крыльев. Ноги бледно-сине-серые. Самка имеет более круто загнутый кверху клюв, хотя половой диморфизм, по-видимому, несколько менее выражен, чем у похожих и близкородственных Recurvirostra avosetta и Recurvirostra americana. Облик без сезонных изменений. Неполовозрелые птицы похожи на взрослых, но голова и шея у них более бледно-коричневые, также имеется широкое бледное кольцо вокруг основания клюва.

## Биология
Питаются различными водными беспозвоночными. В кладке от 2 до 5 (обычно 4) яиц.